# Akurgal (Lagaš)
Akurgal (um 2490 v. Chr.), auch Ajakurgal, war ein frühdynastischer König des sumerischen Lagaš. Gemeinsam mit seinem Vater Ur-Nanše ist er auf einer Weihplatte abgebildet. Sein Sohn Eannatum folgte ihm auf dem Thron.